# Hleb (álbum)
Hleb (en ruso: Хлеб, significando "pan") es un álbum posteriormente reeditado en Alemania, donde ganó algo de popularidad. 
"Malaya Leningradskaya Simfoniya" es una compilación de cinco canciones de Leningrad, realizadas por el Cuarteto de Violonchelo, Rastrelli, organizada por Sergey Drabkina. Las canciones son: "WWW", "Komon Evribadi", "MNE v nebo", "Celular", y "Tango (tomando lyublyu Ya tebya)".

## Listado de temas
1. "Ленин-Град" - Lenin-Grad – 2:43
2. "Небесный Теннис" - Nebesniy Tennis - (Tenis celestial) – 3:28
3. "На Не" - Na Ne – 2:19
4. "Суть" - Sut' (Ámbito) – 2:27
5. "Ф.К." - F.K. – 2:09
6. "Нефть" - Neft' - (Petróleo) – 1:42
7. "Кто Того" - Kto Togo - (¿Quié a quién?) – 2:42
8. "Kaka-in" – (Cocaína) - 2:08
9. "Свобода" - Svoboda - (Libertad) – 3:09
10. "Флаг" - Flag - (Bandera) – 1:48
11. "Кредит" - Kredit - (Crédito) – 3:18
12. "На Хуй Рок-н-Ролл" - Na Huy Rok-n-Roll - (Fuck Rock n' Roll) – 2:40
13. "Мчащийся Сквозь Грозу" - Mchaschiysya Skvoz' Grozu - (Rushing Through Thunder) – 2:35
14. "Багдад" – Bagdad - Bagdad - 2:54
15. "Гитара" - Gitara - (Guitarra) – 1:40
16. "Песня Старого Фаната" - Pesnya Starogo Fanata - (Canción del viejo fanático) – 1:36
17. "Малая Ленинградская Симфония" - Malaya Leningradskaya Simfoniya - (Pequeña sinfonía Leningrad) – 6:26